# Wolfgang Richard Roth
Wolfgang Richard Roth  (* 17. Mai 1930 in Bonn; † 29. Oktober 1997 in Bochum) war ein deutscher Chemiker und Hochschullehrer für Organische Chemie an der Ruhr-Universität Bochum.
Roth studierte Chemie an der Universität Bonn mit dem Diplom 1956 und der Promotion 1958. Doktorvater war Kurt Alder (Professor in Köln).  Als Post-Doktorand war er bis 1960 an der University of Alabama und danach bis 1962 an der Yale University, wo er mit William von Eggers Doering an der Stereochemie der Cope-Umlagerung arbeitete. Er habilitierte sich 1965 in Köln. 1967 war er Gastprofessor an der University of Wisconsin und 1969 an der Harvard University. 1968 erhielt er einen Ruf nach Marburg und 1969 wurde er Professor an der Ruhr-Universität Bochum. 1976 war er Gastprofessor an der Princeton University.
Er befasste sich mit Hydrierwärme-Messungen (mit einer Aufsatzreihe dazu), Bildungsenthalpien von Olefinen und von Radikalen, Resonanz- und Spannungsenergien, Diradikalen, Rotationsbarrieren von Doppelbindungen und Kraftfeld-Rechnungen.
1985 erhielt er die Adolf-von-Baeyer-Denkmünze.